# Commission sécurité et défense du Parlement européen
La commission sécurité et défense (SEDE) est une des vingt-six commissions permanentes du Parlement européen.
Il s'agissait auparavant d'une sous-commission rattachée à la commission des affaires étrangères (AFET), mais le Parlement européen a approuvé sa modification en commission à part entière en décembre 2024, et elle a tenue sa réunion constitutive le 27 janvier 2025.
Elle dispose aussi d'une délégation à l'OTAN.

## Historique

### 4elégislature (1994-1999)
La sous-commission est créée en 1994 et présidée par Hans-Gert Pöttering (PPE, Allemagne).

### 5elégislature (1999-2004)
Karl von Wogau (PPE, Allemagne) est élu président de la sous-commission.

### 6elégislature (2004-2009)
Karl von Wogau (PPE, Allemagne) est renouvelé à la présidence de la sous-commission.

### 7elégislature (2009-2014)
Le député français Arnaud Danjean (PPE) est élu président de la sous-commission.

### 8elégislature (2014-2019)
Le 8 juillet 2014, la réunion constitutive a lieu afin de procéder à l'élection du bureau de la sous-commission (président et vice-présidents). C'est la députée du groupe des Conservateurs et réformistes européens Anna Fotyga (PiS, Pologne) qui est pressentie pour présider la sous-commission, néanmoins, en amont du vote, la député S&D Ana Gomes (PS, Portugal) propose sa propre candidature estimant que la position du groupe CRE sur l'Europe de la défense et la PSDC n'était pas compatible avec l’élection de Mme Fotyga à ce poste. C'est finalement Anna Fotyga qui est élue à 15 voix contre 8 en faveur de Ana Gomes, avec une forte abstention.
Les autres vice-présidents élus sont Michael Gahler (PPE, Allemagne) en tant que premier vice-président, Jaromír Štětina (PPE, Tchéquie) comme deuxième vice-président, Afzal Khan (S&D, Royaume-Uni) en tant que troisième vice-président et Sabine Lösing (GUE/NGL, Allemagne).
L'élection d'Anna Fotyga est perçue comme un tournant atlantiste pour la sous-commission. Anna Fotyga indique ainsi : « Je veux préciser la lettre du Traité. La place de l'OTAN est réellement importante. Et l'Union européenne ne devrait pas s'engager si l'OTAN est déjà sur le terrain ».

### 9elégislature (2019-2024)
Le 10 juillet 2019 s'est déroulée la réunion constitutive de la sous-commission. Nathalie Loiseau (Renew Europe, France) est alors la seule candidate déclarée avant le début de la réunion. Cependant, l'annonce de la candidature de Jérôme Rivière (ID, France) en début de session oblige à la tenue d'un vote électronique, estimant que son groupe « a systématiquement été écarté des présidences ».
C'est finalement Nathalie Loiseau qui est élue avec 14 membres en faveur, Jérôme Rivière n'en recueillant que 8 (avec 4 abstentions). En amont du vote, Arnaud Danjean (PPE, France) a notamment demandé aux candidats de respecter la loi d'Hondt, régissant la participation des groupes politiques aux organes du Parlement, au sujet des députés PPE (spécifiquement au sujet des membres Fidesz, qui en faisait alors parti) et CRE (le PiS).
Les quatre vice-présidents élus sont : Nikos Androulakis (S&D, Grèce) comme premier vice-président, Kinga Gál (PPE, Hongrie) en seconde vice-présidente, Özlem Demirel (GUE, Allemagne) en tant que troisième vice-présidente, et Lukas Mandl (PPE, Autriche) en quatrième vice-président. Tous les vice-présidents ont été élus par acclamation, à l'exception de Kinga Gál (du Fidesz) à la demande des S&D à 17 voix en faveur, 8 contre et une abstention.
Dans la déclaration faisant suite à son élection, Nathalie Loiseau s'engage au renforcement du contrôle parlementaire au sein de la PSDC et à inscrire celle-ci dans le nouveau cadre financier pluriannuel de l'Union européenne.
À la suite du départ du Fidesz du PPE le 18 mars 2021, le poste de deuxième vice-président devient vacant.
En février 2024, il est révélé par des déclarations au média en ligne Politico qu'à la suite d’une demande du Parlement européen à tous les membres de la sous-commission sécurité et défense de faire vérifier leurs téléphones, la présence du logiciel espion Pegasus a été détectée dans les téléphones de deux députées européennes, ainsi que dans celui d’un collaborateur du Parlement européen.

### 10elégislature (2024-2029)
Le 11 décembre 2024, la nouvelle mandature du Parlement européen a approuvé la création en commission de pleine exercice la sous-commission sécurité et défense, en même temps que la commission de la santé publique (SANT).
Le 27 janvier 2025, la réunion constitutive de la nouvelle commission a lieu, avec Marie-Agnes Strack-Zimmermann (Renew, Allemagne) élue présidente de la commission.

## Organisation

### Base légale
La commission sécurité et défense a été créée sur la base de l'article 212 du règlement intérieur du Parlement européen.

### Le chemin vers une commission de plein droit?
Le rapport d'initiative de 2017 des commissions des affaires constitutionnelles et des affaires étrangères, adopté le 9 février 2017 en commission conjointe AFET/AFCO (48 en faveur, 21 contre et 1 abstention) puis adopté en plénière le 17 février suivant, demandait au Parlement européen de transformer en commission de plein exercice : 

« 37. presse le Parlement de transformer sa sous-commission sur la sécurité et la défense en une commission parlementaire à part entière, qui aura un rôle de premier plan à jouer dans la mise en œuvre de la politique de sécurité et de défense commune et particulièrement dans le contrôle des actes juridiques relatifs au marché de la défense ainsi que dans les procédures telles que l'examen annuel coordonné en matière de défense »

— Commissions parlementaires AFET et AFCO, Rapport sur les conséquences constitutionnelles, juridiques et institutionnelles de la politique de sécurité et de défense commune: possibilités offertes par le traité de Lisbonne (A8-0042/2017), 2017, page 37
Des demandes suivantes ont été faites dans plusieurs rapports annuels sur la politique de sécurité et de défense commune :

« 29.  estime que la prise de décision concernant les questions de PSDC pourrait être plus démocratique et transparente; propose par conséquent au Parlement de transformer sa sous-commission sur la sécurité et la défense (SEDE) en une commission parlementaire à part entière, en lui permettant d’acquérir des compétences plus étendues, pour exercer un contrôle de la PSDC et contraindre ses acteurs à rendre des comptes, et de jouer un rôle de premier plan à jouer dans la mise en œuvre de cette politique, particulièrement dans le contrôle des actes juridiques relatifs à la sécurité et à la défense ; »

— Sous-commission SEDE, Résolution du Parlement européen du 13 décembre 2017 sur le rapport annuel sur la mise en œuvre de la politique de sécurité et de défense commune (A8-0351/2017), 2017, page 9

## Membres

### Législature 2004-2009

#### Bureau et coordination
| Nom                      | Position au sein de la commission | Pays      | Groupe politique |
| ------------------------ | --------------------------------- | --------- | ---------------- |
| Karl von Wogau           | Président                         | Allemagne | PPE              |
| Ana Gomes                | Vice-président                    | Portugal  | S&D              |
| Ģirts Valdis Kristovskis | Vice-président                    | Lettonie  | UEN              |
| Ioan Lucian Hămbășan     | Vice-président                    | Roumanie  | PPE              |
| Justas Vincas Paleckis   | Vice-président                    | Lituanie  | S&D              |

### Législature 2009-2014

#### Bureau et coordination
| Nom                          | Nom                          | Position au sein de la commission | Pays     | Groupe politique |
| ---------------------------- | ---------------------------- | --------------------------------- | -------- | ---------------- |
| Arnaud Danjean               | Arnaud Danjean               | Président                         | France   | PPE              |
| 2009-août 2012               | Kyriákos Mavronikólas        | Vice-président                    | Chypre   | S&D              |
| août 2012-2014               | Sophocles Sophocleous        | Vice-président                    | Chypre   | S&D              |
| Norica Nicolai               | Norica Nicolai               | Vice-président                    | Roumanie | ADLE             |
| Justas Vincas Paleckis       | Justas Vincas Paleckis       | Vice-président                    | Lituanie | S&D              |
| Krzysztof Lisek              | Krzysztof Lisek              | Vice-président                    | Pologne  | PPE              |
| Johannes Cornelis van Baalen | Johannes Cornelis van Baalen | Vice-président                    | Pays-Bas | ADLE             |

#### Membres et suppléants
Les membres de SEDE sont :
- PPE : Mário David (Portugal), Christian Ehler (Allemagne), Michael Gahler   (Allemagne), Ágnes Hankiss (Hongrie), Othmar Karas (Allemagne), Tunne Kelam (Estonie), Andrey Kovatchev (Bulgarie), Vytautas Landsbergis (Lituanie), Peter Šťastný (Slovaquie), Paweł Zalewski (Pologne), Elmar Brok (Allemagne)
- S&D : Ana Gomes (Portugal), Roberto Gualtieri (Italie), Maria Eleni Koppa (Grèce), Ioan Mircea Pașcu (Roumanie), Luis Yáñez-Barnuevo García (Espagne), Janusz Zemke (Pologne)
- ALDE : Annemie Neyts-Uyttebroeck (Belgique)
- Verts/ALE : Tarja Cronberg (Finlande), Indrek Tarand (Estonie)
- CRE : David Campbell Bannerman (Royaume-Uni), Paweł Robert Kowal (Pologne), Geoffrey van Orden (Royaume-Uni)
- GUE/NGL : Sabine Lösing (Allemagne)
- EFD : Sampo Terho (Finlande)

Les suppléants sont :
- PPE : Elmar Brok (Allemagne)
- Verts/ALE : Reinhard Bütikofer (Allemagne)

### Législature 2014-2019

#### Bureau et coordination
| Nom             | Position au sein de la commission | Pays        | Groupe politique |
| --------------- | --------------------------------- | ----------- | ---------------- |
| Anna Fotyga     | Président                         | Pologne     | CRE              |
| Christian Ehler | Vice-président                    | Allemagne   | PPE              |
| Jaromír Štětina | Vice-président                    | Tchéquie    | PPE              |
| Clare Moody     | Vice-président                    | Royaume-Uni | S&D              |
| Sabine Lösing   | Vice-président                    | Allemagne   | GUE/NGL          |

#### Membres et suppléants
La commission compte 30 membres de plein droit, dont 25 sont détaillés ci-dessous (les membres du bureau sont tous membres de plein droit) :
- PPE : Laima Liucija Andrikienė (Lituanie), Jerzy Buzek (Pologne), Arnaud Danjean (France), Michael Gahler (Allemagne), Manólis Kefaloyiánnis (Grèce), Tunne Kelam (Estonie), Eduard Kukan (Slovaquie)
- S&D : Brando Benifei (Italie), Eugen Freund (Allemagne), Ana Gomes, Gilles Pargneaux (France), Ioan Mircea Pașcu (Roumanie), Tonino Picula (Croatie), Janusz Zemke (Pologne)
- ALDE : Hans van Baalen (Pays-Bas), Iveta Grigule-Pēterse (Lettonie), Javier Nart (Espagne), Hilde Vautmans (Belgique)
- Verts/ALE : Klaus Buchner (Allemagne), Bodil Valero (Suède)
- CRE : Marek Jurek (Pologne), Geoffrey van Orden (Royaume-Uni)
- GUE/NGL : Javier Couso Permuy (Espagne)
- EFDD : Aymeric Chauprade (France)
- ENL : Jean-Luc Schaffhauser (France)

Ci-dessous se trouve la liste des membres suppléants :
- PPE : Ivo Belet (Pays-Bas), Lorenzo Cesa (Italie), Othmar Karas (Allemagne), Georgios Kyrtsos (Grèce), Antonio López-Istúriz White (Espagne), David McAllister (Allemagne), György Schöpflin (Royaume-Uni), Mihai Țurcanu (Roumanie), Bogdan Zdrojewski (Pologne)
- S&D : Nikos Androulakis (Grèce), Inés Ayala Sender (Espagne), Victor Boștinaru (Roumanie), Jonás Fernández (Espagne), Doru-Claudian Frunzulică (Roumanie), Eva Kaili (Grèce), Wajid Khan (Royaume-Uni), Arne Lietz (Allemagne)
- ALDE : María Teresa Giménez Barbat (Espagne), Norica Nicolai (Roumanie), Urmas Paet (Estonie), Jozo Radoš (Croatie)
- CRE : David Campbell Bannerman (Royaume-Uni), Angel Dzhambazki (Bulgarie), Zdzisław Krasnodębski (Pologne)
- Verts/ALE : Tamás Meszerics (Hongrie), Indrek Tarand (Estonie)
- GUE/NGL : Sofia Sakorafa (Grèce), Miguel Urbán Crespo (Espagne)
- EFDD : Fabio Massimo Castaldo (Italie)
- ENL : Mario Borghezio (Italie)

### Législature 2019-2024

#### Bureau et coordination
| Nom                                                   | Position au sein de la commission | Pays                                       | Groupe politique |
| ----------------------------------------------------- | --------------------------------- | ------------------------------------------ | ---------------- |
| Nathalie Loiseau                                      | Président                         | France                                     | Renew Europe     |
| Nikos Androulakis                                     | Premier vice-président            | Grèce                                      | S&D              |
| Kinga Gál (2019-2021) Rasa Juknevičienė (depuis 2021) | Deuxième vice-président           | Hongrie (2019-2021) Lituanie (depuis 2021) | PPE              |
| Özlem Demirel                                         | Troisième vice-président          | Allemagne                                  | GUE/NGL          |
| Lukas Mandl                                           | Quatrième vice-président          | Autriche                                   | PPE              |
| Arnaud Danjean                                        | Coordinateur du groupe PPE        | France                                     | PPE              |
| Sven Mikser                                           | Coordinateur du groupe S&D        | Estonie                                    | S&D              |
| Petras Auštrevičius                                   | Coordinateur du groupe RE         | Lituanie                                   | RE               |
| Jérôme Rivière                                        | Coordinateur du groupe ID         | France                                     | ID               |
| Anna Fotyga                                           | Coordinatrice du groupe ECR       | Pologne                                    | CRE              |
| Alviina Alametsä                                      | Coordinatrice du groupe des Verts | Finlande                                   | Verts/ALE        |

#### Membres et suppléants
Les autres membres de la sous-commission sont : 
- Pour le PPE : Traian Băsescu, Vangelis Meimarakis, Gheorghe-Vlad Nistor, Radosław Sikorski, Tom Vandenkendelaere ;
- Pour les S&D : Attila Ara-Kovács, Javi López, Claudiu Manda, Elena Yoncheva ;
- Pour Renew Europe : Javier Nart, Urmas Paet ;
- Pour les ID : Hynek Blaško, Maximilian Krah ;
- Pour les CRE : Alexandr Vondra, Witold Waszczykowski ;
- Pour les Verts : Hannah Neumann, Mounir Satouri ;
- Pour la GUE : Mick Wallace ;
- Pour les non-inscrits : Fabio Massimo Castaldo.

## Travaux
Quand SEDE était une sous-commission dépendant d'AFET, les rapports étaient adoptés lors des réunions de la commission des affaires étrangères.

### Législature 2014-2019

#### Auditions
La sous-commission a organisé les auditions suivantes sur cette période :
- Financement de la politique de sécurité et de défense commune (conjointe avec la commission des budgets)
- Le Sahel : une zone à haut risque pour la sécurité de l'UE
- TNP : état des lieux et évolutions possibles
- La mise en oeuvre du programme de recherche de sécurité pour la prévention des conflits et la consolidation de la paix
- La mise en oeuvre de la clause de solidarité (conjointement avec la commission LIBE)
- La sécurité dans les pays bénéficiant d'un accord d'association : Ukraine et les conflits gelés en Moldavie et en Géorgie
- Contrôle des exportations d'armes
- La situation des femmes dans les conflits armés, dans le contexte de la résolution 1325 du Conseil de sécurité des Nations unies sur les femmes, la paix et la sécurité
- La coopération avec des pays et organisations tierces dans le domaine de la PSDC

#### Rapports, résolutions et opinions
Ci-dessous figure la liste des rapports adoptés :
- Rapport sur le thème : « Exportations d’armements : mise en œuvre de la position commune 2008/944/PESC » (rapporteuse : Sabine Lösing, GUE/NGL d'Allemagne)
- Rapport annuel 2015 sur la mise en œuvre de la politique de sécurité et de défense commune (rapporteur : Arnaud Danjean, PPE de France)
- Rapport sur les conséquences constitutionnelles, juridiques et institutionnelles de la politique de sécurité et de défense commune : possibilités offertes par le traité de Lisbonne (rapporteur : Michael Gahler, PPE d'Allemagne)
- Rapport annuel 2017 sur la mise en œuvre de la politique de sécurité et de défense commune (rapporteur : Michael Gahler, PPE d'Allemagne)
- Rapport sur l'incidence des évolutions des marchés européens de la défense sur les capacités de sécurité et de défense en Europe (rapporteur : Ana Gomes, S&D du Portugal)
- Rapport sur la mobilité militaire (rapporteur : Tunne Kelam, PPE d'Estonie)
- Rapport sur le financement de la politique de sécurité et de défense commune (rapport conjoint avec la commission BUDG ; rapporteur SEDE : Eduard Kukan, PPE de Slovaquie)
- Rapport sur les opérations de soutien de la paix – engagement de l'Union européenne vis-à-vis des Nations unies et de l'Union africaine (rapporteur : Geoffrey van Orden, CRE du Royaume-Uni)
- Rapport sur la situation militaro-stratégique dans le bassin de la mer Noire à la suite de l'annexion illégale de la Crimée par la Russie (rapporteur : Ioan Mircea Pașcu, S&D de Roumanie)
- Rapport 2016 sur la mise en œuvre de la politique de sécurité et de défense commune (rapporteur : Ioan Mircea Pașcu, S&D de Roumanie)
- Rapport sur les relations UE-OTAN (rapporteur : Ioan Mircea Pașcu, S&D de Roumanie)
- Rapport 2018 sur le rapport annuel sur la mise en œuvre de la politique de sécurité et de défense communes (rapporteur : Ioan Mircea Pașcu, S&D de Roumanie)
- Rapport sur les exportations d’armements : mise en œuvre de la position commune 2008/944/PESC (rapporteuse : Bodil Valero, Verts/ALE de Suède)
- Rapport sur les sociétés de sécurité privées (rapporteuse : Hilde Vautmans, ALDE de Belgique)
- Recommandation à l’intention du Conseil et de la vice-présidente de la Commission/haute représentante de l’Union pour les affaires étrangères et la politique de sécurité concernant la proposition présentée au Conseil par cette dernière, avec le concours de la Commission, en vue d’une décision du Conseil établissant une facilité européenne pour la paix (rapporteuse : Hilde Vautmans, ALDE de Belgique)
- Rapport sur les capacités spatiales pour la sécurité et la défense en Europe (rapporteur : Bogdan Zdrojewski, PPE de Pologne)
- Rapport sur l’Union européenne de la défense (2016) (rapporteur : Urmas Paet, ALDE d'Estonie)
- Rapport sur la cyberdéfense (2018)  (rapporteur : Urmas Paet, ALDE d'Estonie)